# Reservation Road
Reservation Road je americký film z roku 2007 režiséra Terryho George natočený podle stejnojmenné knihy Johna Burnhama Schwartze, který ji spolu s Georgem adaptoval do podoby filmového scénáře. Hlavní postavy v podání Joaquina Phoenixe a Marka Ruffala se ve filmu vyrovnávají s následky autonehody, při které vinou jednoho zemřel syn druhého.

## Děj
Dwight Arno je právní zástupce rozvedený s Ruth, která má v poručnictví jejich syna Lucase. Dwight ho může navštěvovat. Dwight jede s Lucasem z baseballového zápasu, když mu zavolá Ruth a oznámí mu, že má zpoždění. Dwight proto potom spěchá, protože má strach, že ztratí právo Lucase navštěvovat. V jednu chvíli ztratí kontrolu nad vozidlem a srazí malého chlapce Joshe Learnera, který stál u silnice. Přestože je si srážky vědom, odjede. Lucasovi, který má lehké zranění, otec tvrdí, že narazili do kmene stromu. Dwight se později ve zprávách dozví, že chlapec zemřel. Snaží se potom zahladit důkazy, které by ho mohly usvědčit.
Po počátečním šoku z nehody se Joshova matka Grace snaží najít způsob jak pokračovat v životě, zatímco její manžel Ethan je posedlý nalezením viníka a je naštvaný na policii kvůli tomu, že nepokročila ve vyšetřování. Ethan se nakonec rozhodne najmout právníka. Ukáže se, že tímto právníkem je Dwight. Oba se pak potkají také v soukromém životě - Ethanova dcera Ruth chodí na hodiny klavíru k Dwightově bývalé manželce Ruth.
Ethan časem přijde na to, že pachatelem je Dwight. Aby se mu pomstil a z obavy z toho, že Dwight bude odsouzen pouze na krátkou dobu, si Ethan koupí zbraň a jede ke Dwightovi domů, aby ho zabil. Ethan na Dwighta zamíří a ten, aby ochránil Lucase, který je zrovna u něj, prosí, aby šli ven. Ethan naloží Dwighta do kufru u auta a odveze ho na vzdálené místo, kde ho chce zastřelit. Díky Ethanově emocionálnímu stavu a váhání se podaří Dwightovi zbraně zmocnit a zamíří jí na Ethana, pak jí ale míří na sebe. Ethan vidí, že Dwight cítí kvůli nehodě zármutek, a rozhodne se ho tam nechat osamotě. Film končí, když se Lucas dívá na nahrávku, kde se Dwight přiznává k tomu, co udělal a vše synovi vysvětluje. Dwight měl v plánu se udat.

## Obsazení
| Joaquin Phoenix   | Ethan Learner    |
| Mark Ruffalo      | Dwight Arno      |
| Jennifer Connelly | Grace Learnerová |
| Mira Sorvino      | Ruth Wheldonová  |
| Elle Fanning      | Emma Learnerová  |
| Eddie Alderson    | Lucas Arno       |
| Sean Curley       | Josh Learner     |